# Ane Høgsberg
Ane Høgsberg (8. april 1988) er en dansk standup-komiker og comedy writer.

## Karriere
Høgsberg har i 2015 stået bag Det store depressionsshow sammen med kollegaen Mads Holm.
Hun har vundet Årets talent ved Zulu Comedy Galla i 2016. Høgsberg har lavet et one man show Dårlig feminist, som havde premiere i Aalborg den 19. maj 2017. Hun har sammen med komikeren Jonatan Spang lavet podcasten Voksenvenner, som omhandler deres proces fra at være bekendte til at være venner.
I 2017 har hun deltaget i sæson 14 af tv-programmet Vild med dans, hvor hun dansede sammen med den professionelle danser Esbern Syhler-Hansen. De endte som nummer 11 ud af 12. Samme år deltog hun i tv-programmet "Comedy Fight Club LIVE", hvor hun kæmpede mod fem andre komikere om, at blive det bedste comedytalent i Danmark. Hun endte som nummer to.
Høgsberg havde i 2019 premiere på sit andet one-man show Døden har en årsag.
I 2020 udkom hendes tv-program Alle hader feminister på DR2 og i 2021 turnerer hun med foredraget "Feministisk Selskab".
I 2022 medvirkede hun i Fuhlendorff og de skøre riddere, hvor hun spillede en kromutter i en fantasyverden, hvor to andre komikere var på en mission for Christian Fuhlendorff.
Hun deltog i 2024 i underholdningsprogrammet Roasted - Verdens Sjoveste Ferie på Amazon Prime Video.
I 2025 deltager hun i sæson 9 af Stormester.

## Privat
Hun er født og opvokset i Tønder i Sønderjylland.
Høgsberg og hendes partner, komiker Lasse Madsen fik en søn, Ebbe, i december 2020.